# 2001 QR297
2001 QR297, também escrito como 2001 QR297, é um objeto transnetuniano (TNO) que está localizado no cinturão de Kuiper, uma região do Sistema Solar. Ele é classificado como um cubewano. O mesmo possui uma magnitude absoluta de 6,3 e tem um diâmetro com cerca de 242 km. O astrônomo Mike Brown lista este corpo celeste em sua página na internet como um candidato a possível planeta anão.

## Descoberta
2001 QR297 foi descoberto no dia 20 de agosto de 2001 pelo astrônomo Marc W. Buie.

## Órbita
A órbita de 2001 QR297 tem uma excentricidade de 0,022 e possui um semieixo maior de 44,195 UA. O seu periélio leva o mesmo a uma distância de 43,207 UA em relação ao Sol e seu afélio a 45,183 UA.